# اردسوره
اَردَسوره یک نام کهن ایرانی برای مردان است به معنی «نیرومند شده توسط حق».
این نام در زبان‌های ایرانی باستان به صورت Ṛta-sūra تلفظ می‌شد. شکل ایلامی شده این نام Ir-da-šu-ra، شکل اکدی آن Ar-ta-sur-ru و شکل یونانی شده آن Artasyras است.
بخش نخست این نام ارد به معنی اشه (حق) است و بخش دوم آن یعنی سورَه، صفتی است که در زبان اوستایی به معنای نیرومند و پاک می‌باشد. سوره همان واژه‌ای است که در واژه اردویسور صفت آناهیتا ایزدبانوی ایرانی نیز دیده می‌شود.
در تاریخ نام اشخاص زیر که اردسوره نام داشتند ثبت شده‌است:
- شهرب گرگان در زمان ایشتوویگو و کوروش دوم.
- از درباریان کمبوجیه دوم و اهل گرگان که به داریوش بزرگ در به دست آوردن تاج و تخت یاری رساند.
- از ارتشبدهای داریوش دوم که شورش یکی از هم‌پیمانان برادر داریوش دوم را فرونشاند.
- اردسوره، «چشم شاه» برای اردشیر دوم (هخامنشی).
- اردسوره (که نام او به صورت ایلامی Irdašura ثبت شده)، از انبارداران شاهنشاهی در ایران زمان داریوش بزرگ.
- یکی از مقامات تخت جمشید در زمان خشایارشا. نام او در کتیبه‌های خزانه‌داری تخت جمشید ذکر شده‌است.